# Laverda
Laverda je italijanski proizvajalec kombajnov in drugih kmetijskih strojev. Podjetje je ustanovil Pietro Laverda leta 1873. Sedež podjetja je v kraju Breganze, Italija. Danes je podjetje podružnica od korporacije AGCO.
Laverda je zasnovala prvi italijanski samovozni kombajn, in sicer model M 60 leta 1956

## Izdelki
- M 400 Serija
- M 400 LC Serija
- M 300 Serija